# Metzgeria raoi
Metzgeria raoi là một loài Rêu trong họ Metzgeriaceae. Loài này được S.C. Srivast. & Sm. Srivastava mô tả khoa học đầu tiên năm 2004.